# Leigh Hunt
James Henry Leigh Hunt (19. října 1784 Southgate, Londýn – 28. srpna 1859 Putney, dnes Londýn) byl anglický radikální romantický novinář, esejista, básník a dramatik.

## Život
Narodil se v londýnském předměstí Southgate americkým rodičům, kteří se zde usadili kvůli loajalistickým názorům během války za nezávislost. V letech 1791 až 1799 studoval Hunt ve škole Christ's Hospital. Své první básně vydal roku 1801. Roku 1808 založil se svým starším bratrem Johnem týdeník The Examiner, který následně vycházel až do roku 1886 a ve kterém působil i jeho další bratr Robert. V roce 1809 se oženil s Marianne Kentovou,. s níž měl v následujících letech celkem deset potomků, mezi nimi syna Thorntona, novináře a prvního redaktora deníku The Daily Telegraph.

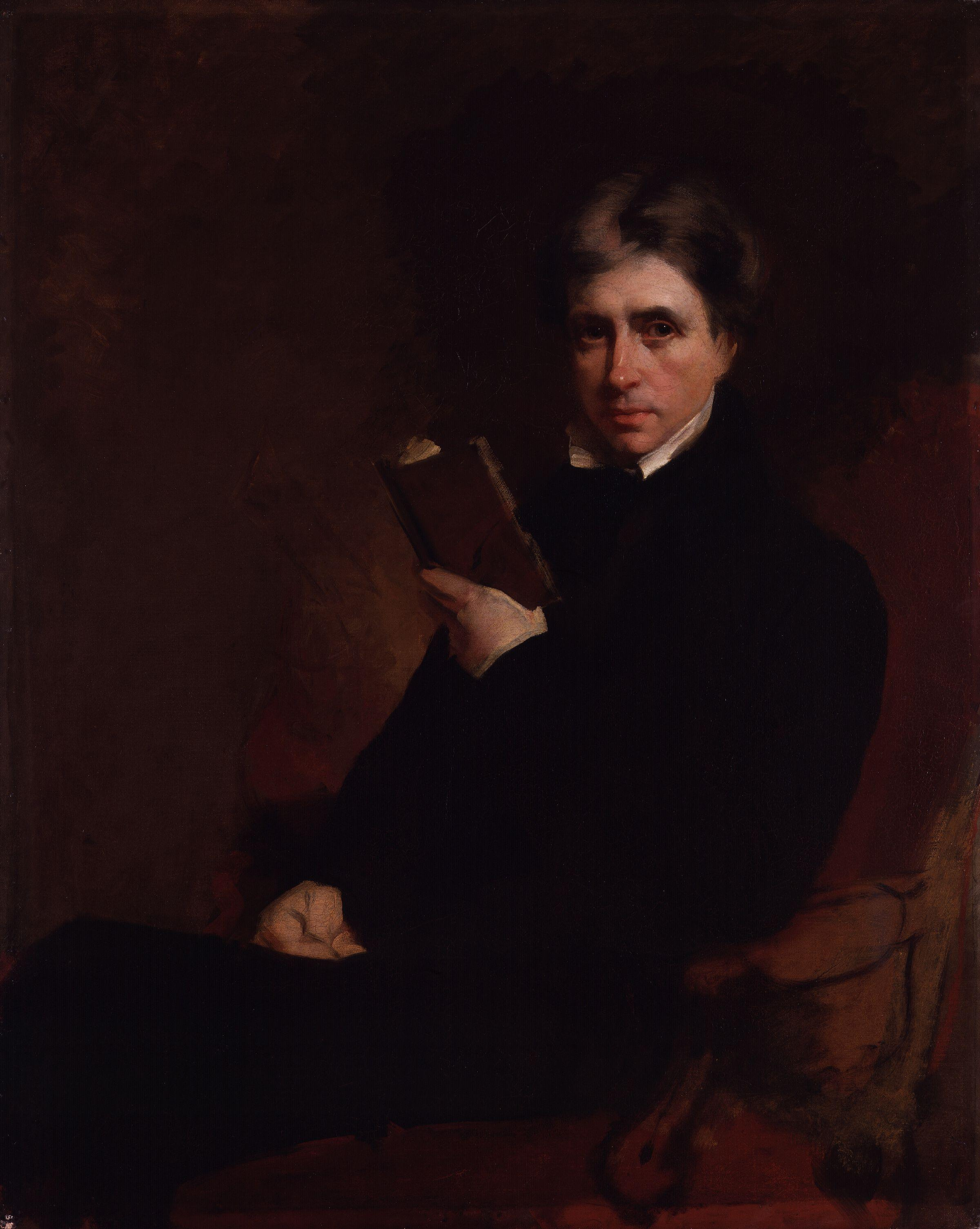
Leigh Hunt v roce 1837, portrét od Samuela Laurenceho

Roku 1813 byl se svým bratrem Johnem uvězněn na dva roky za články proti princi regentovi Jiřímu Anglickému, uveřejněné v časopisu The Examiner, který ve vězení nepřestával vydávat. Od roku 1814 do roku 1817 publikoval v The Examiner společně s Wililamem Hazlittem sérii esejů pod názvem The Round Table (Kulatý stůl), které následně vydali knižně.
Jeho radikalimus a obliba renesanční poezie Edmunda Spensera ovlivnily Johna Keatse, kterého seznámil se Shelleym. S Byronem vydával v letech 1822–1823 časopis The Liberal. V tomto a v dalších peridodikách, které rovněž redigoval (The Reflector, The Indicator, The Companion) publikoval své tematicky pestré a stylově vytříbené eseje, které vydával také knižně. Je rovněž autorem básnických sbírek a divadelních her. Uspořádal dva svazky výborů z děl anglických básníků a roku 1855 vydal divadelní hry Francise Beaumonta a Johna Fletchera.
Společně s Williamem Hazlittem a Charlesem Lambem tvořil jádro tzv. cockneyské školy, což byl hanlivý název pro jejich styl, který měl někdy blízko k londýnskému lidovému nářečí (v angličtině cockney).
Jeho manželka zemřela roku 1857 ve věku 69 let, Hunt samotný zemřel o dva roky později ve věku 74 let a byl zpopelněn na hřbitově v londýnském Kensal Green.

## Výběrová bibliografie

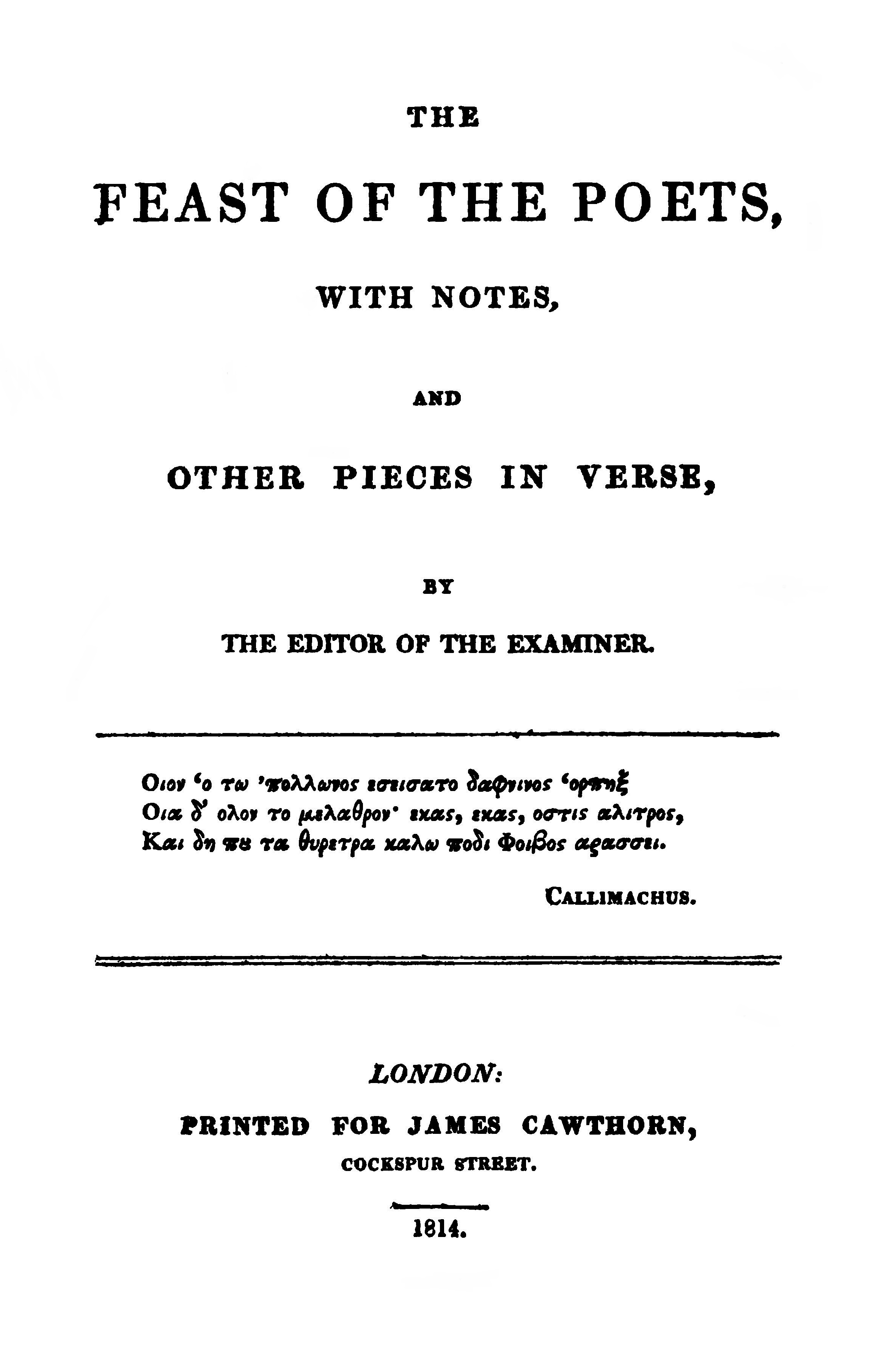
Svátek básníků (1811)

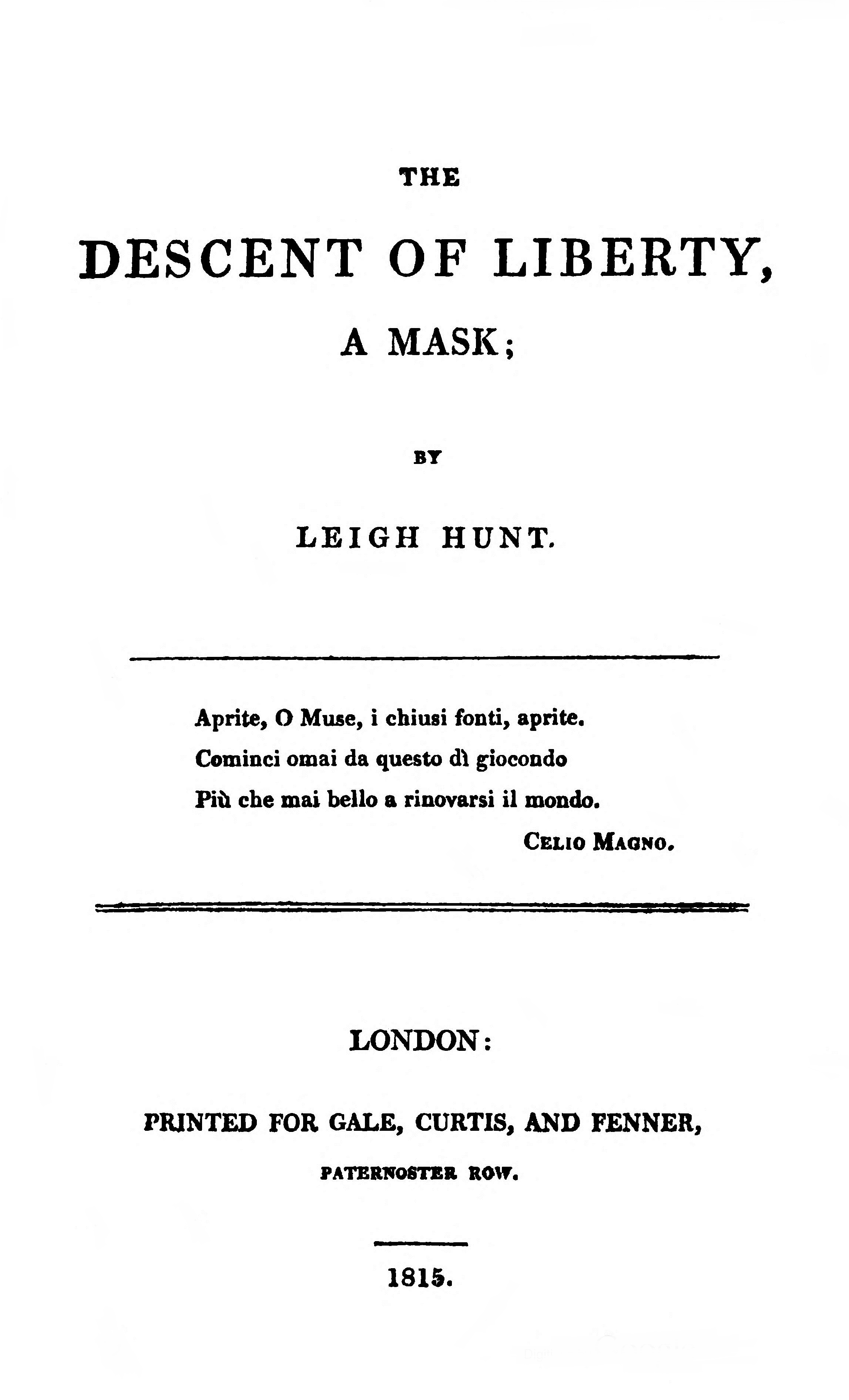
Sestup svobody (1815)

- Juvenilia (1801, Juvenilie), básnická sbírka.
- The Feast of the Poets (Svátek básníků), satirická báseň vydaná 1811 časopisecky a 1814 knižně.
- The Descent of Liberty (1815, Sestup svobody), maska napsaná roku 1814, když byl Hunt vězněn.
- Story of Rimini (1816, Příběh Rimini), báseň založená na tragickém příběhu Francesky da Rimini.
- The Round Table (1817, Kulatý stůl), společně s Williamem Hazlittem, kulturní a sociální eseje publikované v letech 1814 až 1817 v týdeníku The Examiner, který Hunt redigoval. Dvanáct z 52 esejů napsal Hunt, zbytek Hazlitt.
- Foliage (1818, Listoví), básnická sbírka.
- Hero and Leander (1819, Héro a Leandros), báseň.
- Bacchus and Ariadne (1819, Bakchus a Ariadna), báseň.
- Captain Sword and Captain Pen (1835, Kapitán Meč a kapitán Pero), protiválečná báseň.
- A Legend of Florence (1840, Florentská legenda), divadelní hra.
- Men, Women and Books (1847, Muži, ženy a knihy), dva díly, eseje.
- Autobiography (1850, Autobiografie), tři díly.
- Poetical Works (1857, Básnická díla), dva díly.

## České překlady
Jedna Huntova báseň Abu ben Adhem a anděl (1834, Abou Ben Adhem) je obsažena ve výboru Jaroslava Vrchlického Moderní básnící angličtí (Praha: Josef R. Vilímek 1898).